# P’Art (könyvsorozat)
A P'Art a Parnasszus folyóirat által 2007-ben indított könyvsorozat, amelyben már befutott, ismert költők művei jelennek meg.

## A sorozat eddigi kötetei
- Bárdos László: A készlet (2007)
- Marno János: Nárcisz készül (2007)
- Szentmártoni János: Ulysess helikoptere (2008)
- Filip Tamás: Saját erőd (2008)
- Vass Tibor: Nem sok sem (válogatott és új versek) (2008)
- Kurdi Imre: Áttetsző, világosszürke árnyalat (versek, 1982–2007) (2008)
- Lázár Balázs: Emlékrestauátor (2009)
- Payer Imre: Pattanni, hullni (2009)
- Imre Flóra: A hegyről lefelé (2009)
- Vasadi Péter: Opál beszéd (2011)
- Térey János: Szétszóratás (2011)
- Vörös István: A Kant utca végén (2011)
- Ladik Katalin: Belső vízözön (2011)
- Nagy Gábor: Héthatár (2012)
- Méhes Károly: Röntgen (2013)
- Oravecz Péter: Tökéletes délután (2013)
- Sütő Csaba András: Aura (2013)
- Szalay Zsolt: Viharvadász (2013)
- Knut Ødegård: Hangok és látomások (2013)
- Zsávolya Zoltán: Fagyosztás (2013)
- Szepesi Attila: Medvecukor (2014)
- Fodor Ákos: Szabadesés (2014)